# Tata Open India International Challenge 2018
Die Tata Open India International Challenge 2018 im Badminton fand vom 28. November bis zum 2. Dezember 2018 in Mumbai im Cricket Club of India (CCI) im Brabourne Stadium in der Dinshow Vachha Road in Churchgate statt.

## Sieger und Platzierte
| Disziplin    | Gold                                      | Silber                       | Bronze                                |
| ------------ | ----------------------------------------- | ---------------------------- | ------------------------------------- |
| Herreneinzel | Lakshya Sen                               | Kunlavut Vitidsarn           | Kantawat Leelavechabutr               |
| Herreneinzel | Lakshya Sen                               | Kunlavut Vitidsarn           | Adulrach Namkul                       |
| Dameneinzel  | Ashmita Chaliha                           | Vrushali Gummadi             | Mugdha Agrey                          |
| Dameneinzel  | Ashmita Chaliha                           | Vrushali Gummadi             | Chananchida Jucharoen                 |
| Herrendoppel | M. R. Arjun B. Sumeeth Reddy              | Goh Sze Fei Nur Izzuddin     | Inkarat Apisuk Nipitphon Puangpuapech |
| Herrendoppel | M. R. Arjun B. Sumeeth Reddy              | Goh Sze Fei Nur Izzuddin     | Tinn Isriyanet Tanupat Viriyangkura   |
| Damendoppel  | Ng Wing Yung Yeung Nga Ting               | J. Meghana Poorvisha Ram     | Aparna Balan Shruti Kurien            |
| Damendoppel  | Ng Wing Yung Yeung Nga Ting               | J. Meghana Poorvisha Ram     | Rutaparna Panda Arathi Sara Sunil     |
| Mixed        | Nipitphon Puangpuapech Savitree Amitrapai | Chang Tak Ching Ng Wing Yung | Terry Hee Putri Sari Dewi Citra       |
| Mixed        | Nipitphon Puangpuapech Savitree Amitrapai | Chang Tak Ching Ng Wing Yung | Yeung Ming Nok Yeung Nga Ting         |